# آلف بلیس
آلف بلیس (انگلیسی: Alf Bellis; ۸ اکتبر ۱۹۲۰ – ۲۸ آوریل ۲۰۱۳) بازیکن فوتبال اهل بریتانیا بود.
از باشگاه‌هایی که در آن بازی کرده‌است می‌توان به باشگاه فوتبال سوانزی سیتی، باشگاه فوتبال بری، باشگاه فوتبال چسترفیلد، باشگاه فوتبال منچستر سیتی، باشگاه فوتبال منچستر یونایتد، باشگاه فوتبال کولوین بای، و باشگاه فوتبال پورت ویل اشاره کرد.